# Мадаргандж
Мадаргандж (бенг. মাদারগঞ্জ, англ. Madarganj) — город на севере Бангладеш, административный центр одноимённого подокруга. Площадь города равна 6,38 км². По данным переписи 2001 года, в городе проживало 28 733 человека, из которых мужчины составляли 49,67 %, женщины — соответственно 50,33 %. Плотность населения равнялась 4504 чел. на 1 км². Уровень грамотности населения составлял 23,7 % (при среднем по Бангладеш показателе 43,1 %). 